# Князь Ватерлоо

Герб герцогов Веллингтон и князей Ватерлоо.

Князь Ватерлоо (нидерл. Prins van Waterloo) — голландский и бельгийский дворянский титул. Он был создан 8 июля 1815 года первым королем Нидерландов Вильгельмом I для британского полководца, фельдмаршала Артура Уэлсли, 1-го герцога Веллингтона (1769—1852), в качестве награды за его победу над французской армией Наполеона Бонапарта в битве при Ватерлоо (18 июня 1815). Артур Уэлсли, 1-й герцог Веллингтон, и все последующие потомки, носящие герцогский титул, являлись дворянами Голландского и Бельгийского королевств. Все герцоги Веллингтон носят титул князя Ватерлоо с титулованием «светлейший». Остальные члены семьи Уэлсли носят голландскую форму вежливости «Jonkheer» или «Jonkvrouw».

## Владения принцев Ватерлоо
В дополнении к титулу король Нидерландов также предоставил герцогу Веллингтону 2,600 акров (10,5 км²) земли и ежегодную субсидию в размере 20 тысяч гульденов. По сей день герцоги Веллингтон носят титул принца Ватерлоо и имеют годовой доход в размере около 100 тысяч фунтов стерлингов от арендаторов, пользующихся их землей.
В 1831 году было создано Бельгийское королевство, независимое от Нидерландов. Титул принца Ватерлоо остался голландским титулов, а земли герцогов Веллингтон оказались на территории Бельгии. В 1839 году, согласно Лондонскому договору, ведущие европейские государства признали независимость Бельгийского королевства.
В 1817 году бельгийское правительство согласилось выплачивать герцогу Веллингтону 1600 фунтов в год за выручку от продажи древесины с его владений. До 1988 года все последующие герцоги Веллингтон получали этот ежегодный платеж, но затем Артур Валериан Уэлсли, 8-й герцог Веллингтон и 8-й принц Ватерлоо, согласился отказаться от него в обмен за полное владение 60 акрами (240 000 м²) вместо 2600 акров (10,5 км²), на которые он имел законное право. Но некоторые бельгийские граждане во главе с бывшим сенатором Жаном-Эмилем Хамблетом (1920—2014) заявляли, что эта сделка не отражает стоимости земли, которая, как они говорят, является собственностью Бельгии.
В 2009 году депутат от партии «Фламандский интерес» вел дискуссию с министром финансов Дидье Рейндерсом из-за соглашения бельгийского правительства с герцогов Веллингтоном. Рейдерс ответил, это соглашение является частью международных обязательств Бельгии в рамках Лондонского договора 1839 года, и что он не собирается отказываться от обязательств, тем более что все герцоги Веллингтон добросовестно исполняли свои обязательства перед Бельгией.

## Список принцев Ватерлоо (1815 — настоящее время)
- 1815—1852: Артур Уэлсли, 1-й принц Ватерлоо (1769—1852), третий сын Гаррета Уэлсли, 1-го графа Морнингтона (1735—1781)
- 1852—1884: Артур Уэлсли, 2-й принц Ватерлоо (1807—1884), старший сын предыдущего
- 1884—1900: Генри Уэлсли, 3-й принц Ватерлоо (1846—1900), второй сын генерал-майора лорда Чарльза Уэлсли (1808—1858), племянник предыдущего
- 1900—1934: Артур Уэлсли, 4-й принц Ватерлоо (1849—1934), младший брат предыдущего
- 1934—1941: Артур Уэлсли, 5-й принц Ватерлоо (1876—1941), старший сын предыдущего
- 1941—1943: Генри Уэлсли, 6-й принц Ватерлоо (1912—1943), единственный сын предыдущего
- 1943—1972: Джеральд Уэлсли, 7-й принц Ватерлоо (1885—1972), третий сын Артура Уэлсли, 4-го герцога Веллингтона
- 1972—2014: Артур Валериан Уэлсли, 8-й принц Ватерлоо (1915—2014), единственный сын предыдущего
- 2014 — н.в.: Артур Чарльз Уэлсли, 9-й принц Ватерлоо (род. 1945), старший сын предыдущего
  - Наследник титула: Артур Джеральд Уэлсли (род. 1978), старший сын предыдущего.